# Црква Свете Тројице у Бабљаку
Црква Свете Тројице се налазила у Бабљаку, насељеном месту на територији општине Урошевац, на око осам километара северно од Урошевца, на Косову и Метохији. Припадала је Епархији рашко-призренске Српске православне цркве.
У селу је у време Немањића постојала православна црква. По турском катастарском попису - дефтеру, који је рађен 1455. године село Бабљак је имало седам српских кућа и православног свештеника. За време аустријских похода крајем 17. и почетком 18. века црква је са целим селом била разорена. Касније су је сељани обновили и посветили је Светој Тројици. Стару цркву су сељани поново обновили и уз цркву 1966. године подигли звоник.

## Разарање цркве 1999. године
Цркву су демолирали и запалили албански екстремисти након доласка америчких снага КФОР-а.